# سي-123 بروفايدر
سي-123 بروفايدر (بالإنجليزية: C-123 Provider)‏ وهي طائرة نقل عسكرية للولايات المتحدة تم تصميمها من قبل شركة تشايز للطائرات للقوات الجوية الأمريكية. وخدمت أيضا في قيادة احتياط القوات الجوية وحرس الجو الوطني وحرس سواحل الولايات المتحدة، وغيرها من قوات الجوية لدول شرق آسيا.

## التصميم والتطوير
صممت طائرة سي-123 بروفايدر في بداية الأمر كطائرة شراعية هجومية للقوات الجوية الأمريكية من قبل شركة تشايز للطائرات باسم إكس سي جي-20 (XCG-20). وتم تصنيع نموذجين بمحركات في بداية الخمسينات باسم إكس سي-123 وإكس سي-123إيه. وكان الاختلاف الوحيد بين الطائرتين هو المحرك. فكانت طائرة إكس سي-123 تستخدم محركين مكابس دائرية من نوع برات ووتني آر-2800-سي بي-15، وكانت طائرة إكس سي-123إيه تستخدم محركين نفاثين من نوع جنرال إلكتريك جيه47-جي أي-11، شبيهان بالمحركات المستخدمة في طائرة بوينغ بي-47 ستراتوجت (B-47 Stratojet). فكانت الطائرة صلبة ومتينة لنقل المشاة وباستطاعتها استخدام مطارات قصير وغير مؤهلة، مم أدى إلى إلغاء طائرة إكس سي-123إيه خشية دخول أي جسم غريب على المحرك النفاث في المطارت غير المؤهلة. فتم استبدال محركي إكس سي-123إيه بمحركي برات ووتني آر-2800 وأعيد تسميتها إلى واي سي 123-دي.
واشترى هنري كايسر (Henry Kaiser) أكثرية أسهم شركة تشايز للطائرات متأملاً أن يتم التعقد معه لتصنيع هذه الطائرة بعدما انتها عقده لتصنيع طائرة سي-119 فلاينغ بوكسكار (C-119 Flying Boxcar). فتم صنع جسدين للطائرة في مصنعه ويلو ران (Willow Run) في مدينة يبسيلانتي، ميشيغان. فتدخلت شخصيات سياسية ومنعته من متابعة التصنيع. ووضع عقد التصنيع في المزاد، وتم كسّر الجسدين المصنعين. بعدها تم بيع العقد إلى شركة فيرتشايلد للطيران والتي واصلت تصنيع طائرة سي-123بي النسخة المحسنة من نموذج إكس سي-123.

## مستخدمون
- البرازيل
  - القوات الجوية البرازيلية
- كمبوديا
  - القوات الجوية الكمبودية الملكية
- جمهورية الصين
  - القوات جمهورية الصين الجوية
- السلفادور
- لاوس
  - القوات اللاوية الملكية
- الفلبين
  - القوات جمهورية الفلبين الجوية
- السعودية
  - القوات الجوية الملكية السعودية
- كوريا الجنوبية
  - قوات جمهورية كوريا الجوية
- فيتنام الجنوبية
  - القوات الجوية الفيتنامية
- تايلاند
  - القوات الجوية الملكية التايلندية
- الولايات المتحدة
  - القوات الجوية الأمريكية
- فنزويلا
  - القوات الجوية الفنزولية

## مواصفات (سي-123كيه بروفايدر)
الخصائص العامة
- الطول:  ()
- باع الجناح:  ()
- الارتفاع:  ()

الأداء

## اقرأ أيضا
- سي-130 هيركوليز